# Леклерк Ніколя-Габріель
Ніколя-Габріель Леклерк (фр. Nicolas-Gabriel Clerc, dit Le Clerc, нар. 1726 — пом. 1798) — французький лікар, літератор, перекладач, історик.

## Життєпис
Народився у Франції в місті Бом-ле-Дам (регіон Франш-Конте). Його батько був лікарем, тому молодий Леклерк пішов по його стопах. У 1757 році під час Семирічної війни був призначений першим лікарем королівських військ у Німеччині. У 1759 році на запрошення імператриці Єлизавети І прибув до Росії, де зразу здобув авторитет розумної та талановитої людини. Тому вже у 1761 році був призначений іноземним членом імператорської Академії наук, а 11 квітня 1765 року став почесним членом імператорської Академії наук — після смерті Ломоносова.

## Леклерк і Україна
При імператорському дворі Ніколя-Габріель познайомився з українським гетьманом Кирилом Розумовським.У них зав'язались дружні стосунки, Розумовський запросив Леклерка до себе на службу. На початку 1760 року Леклерк разом з Розумовським та його родиною їдуть на Україну. У Гетьманщині француз провів майже рік, здебільшого перебуваючи то в Глухові, то в Батурині.Тут Леклерк проявив себе як лікар-професіонал, науковець, здібний організатор. Зокрема, він розробив конкретні заходи, спрямовані на боротьбу з інфекційними хворобами та їх профілактику, він стояв біля витоків ветеринарної медицини в Україні. Свої думки, поради та спостереження про покращення стану здоров'я людей і свійських тварин, зокрема, за рахунок боротьби з комахами-розповсюджувачами інфекцій, він виклав у медичному трактаті «Засоби попередження заразних хвороб і зцілення від них», як додатк написав короткий нарис «Історія епідемічних хвороб, що панували в Україні». Цей твір було видано в 1760 р. у Москві. Пізніше ця праця Леклерка повністю була перевидана в Парижі та Брюсселі під назвою «Есе про заразні хвороби худоби, а також засоби уникнення цього та ефективного їх лікування». В Україні Леклерк проявив себе не тільки як лікар, а ще як історик. Про це свідчить його нарис на тему «Історія козаків двох сторін Борисфена, Дону і Сибіру», який він написав на особисте прохання Кирила Розумовського (в основу цього нарису було покладено літопис Грабянки). Ніколя-Габріель Леклерк став одним з останніх іноземців, який відвідав Гетьманщину перед її знищенням. Його вклад в історію України є неоціненним для нащадків.

## Педагогічна діяльність Ніколя-Габріеля Леклерка у Росії
За весь час перебування в Росії (1759—1765, 1769—1775) Леклерк був свідком останніх років правління Єлизавети Петрівни, нетривалого правління Петра ІІІ та сходження на престол Катерини ІІ. Остання в роки свого правління проводила реформи в галузі педагогіки, свідком яких став і Леклерк. Імператриця, зацікавившись теоріями Локка і Руссо, мала намір за допомогою виховання й освіти створити «нову породу людей» освіченних і працьовитих громадян, тому її реформам підлягли вже існуючі та нові заклади освіти. Ці реформи не обійшли Леклерка стороною, оскільки він був директором наук у Сухопутному шляхетному кадетському корпусі. Діяльність Леклерка як педагога представлена текстами декількох промов перед учнями Кадетського корпусу і Академії мистецтв, які були опубліковані в 1772—1774 роках. Наприклад, «Речь в Публичном собрании императорской Санктпетербургской Академии художеств» (1773), у якій француз дає класифікацію мистецтв за видами, розглядає співвідношення різних видів мистецтв з природою, обговорює проблему розуму й почуттів у творчості. У цьому ж 1773 році був виданий його твір «Філософські міркування про виховання». Ще одна промова, видана у 1774 році, «Мистецтво являється у світ з успіхом» була присвячена випускникам Кадетського корпусу як напутнє слово.